# Tentativa
Se dice que la tentativa está presente cuando, con el objetivo de cometer un delito, ha comenzado alguien su ejecución por medios apropiados pero no se consuma por causas ajenas a su voluntad.
Los delitos imperfectos se caracterizan y se diferencian por la parte subjetiva. Ej. Alguien dispara contra la víctima y le causa una herida: ¿cómo se sabe si es homicidio frustrado o lesión? Ya que objetivamente es lo mismo. La diferencia radica en la intención del autor. Esta intención va a ser la que permita diferenciar el delito y, por ello, es la parte central de los delitos de imperfecta realización. Esto, sin embargo, no quiere decir que en estos delitos no haya una parte objetiva (si la hay).

## Tipo subjetivo de la tentativa
En la tentativa se cumple la parte subjetiva del tipo, por la cual se puede afirmar que el autor ha obrado con dolo (o sea, que tiene conocimiento y voluntad de llevar a cabo la acción); por consiguiente, si no hay dolo no hay tentativa. 
Con su acción, el sujeto dirige una conducta destinada a realizar el resultado jurídicamente desaprobado por la norma, pero por circunstancias ajenas a él no llega a consumar el hecho.
Recordemos que el dolo está compuesto por un elemento cognitivo o intelectual que implica que el autor tenga un conocimiento efectivo y actual de lo que está haciendo, y un elemento volitivo que significa que el autor tiene la intención de llevar a cabo la conducta. Si falta alguno de estos dos elementos, no tenemos dolo. Por ello, si por ejemplo, alguien intenta matar a otra persona con un arma de juguete desconociendo esto, no tiene dolo porque le falta el conocimiento sobre el medio que está utilizando. Esto tiene lógica si se piensa que en estas circunstancias el bien jurídico nunca estuvo en peligro.
Para ser más claros, en el concepto de tentativa es importante mencionar lo que señalan los artículos 20 y 21 del Código Penal Para el Distrito Federal (México)que por su importancia y claridad se transcriben:
Artículo 20. Existe tentativa punible, cuando la resolución de cometer un delito se exterioriza realizando, en parte o totalmente, los actos ejecutivos que deberán producir el resultado, u omitiendo los que deberían evitarlo, si por causas ajenas a la voluntad del sujeto activo no se llega a la consumación, pero se pone en peligro el bien jurídico tutelado.
Artículo 21. Si el sujeto desiste espontáneamente de la ejecución o impide la consumación del delito, no se le impondrá una pena o medida de seguridad alguna por lo que éste se refiere, a no ser que los actos ejecutados constituyan por sí mismos algún delito diferente, en cuyo caso se le impondrá la pena o medida señalada para este.
Así mismo, es de señalar la evolución histórica de la tentativa:
I. Derecho Romano: distinguió entre flagitium perfectum y flagitium imperfectum. En delitos públicos sí sancionó la tentativa.
II. Derecho Germánico: contempló algunas características del delito imperfecto.
III. Edad Media: consideró el desistimiento como no punible, la inidoneidad y el menor castigo para la tentativa.[cita requerida] Demuestra grandes avances.
IV. Derecho Canónico: enunció como punibles, algunos actos de conato.
VI. Los prácticos diferenciaron tentativa y consumación; confundieron tentativa y preparación.
VII. la tentativa en el siglo XIX:
```
A) Feuerbach: la peligrosidad objetiva en concreto exigible en la tentativa.
    B) Carrara: la idoneidad y el peligro.
    C) Código de Napoleón: fue tomado como ejemplo por los códigos europeos e iberoamericanos.
    D) El principio de ejecución: se incluyó en los códigos penales.
```

VIII: La Ordenance de blois, identificó la pena de tentativa y consumación en delitos graves.
IX. El Código Josefino: fue tomado como ejemplo por la Carolina.
X. El proyecto tejedor: equiparó tentativa y consumación.
XI. Proyectos de códigos argentinos de 1891 y 1906: el tipo de tentativa incluyó le preparación.
XII: Derecho anglosajón: sanciona con prisión la tentativa de todo crimen. 
Con lo anterior queda explicado más científicamente el concepto de tentativa y su evolución en la historia.

## Tentativa inidónea
El término tentativa se utiliza en un sentido amplio como sinónimo de delito imperfecto. El nombre correcto debería ser de ""delito imperfecto inidóneo"".
Antiguamente se llamaba ""delito imposible"". Consiste en una conducta que analizada ""ex post"", después de que ocurrió (viendo la actividad en retrospectiva) se determina que desde que comenzó la acción no se podía consumar el tipo penal.
Ej.: Tratar de matar a alguien con brujería, con veneno insuficiente o disparar donde se cree que está la víctima y no está.
Después que se observó todo el hecho, se puede afirmar que era imposible realizarlo.
Como una película sobre el robo de una joyería en la que nosotros los espectadores ya sabemos que cuando lleguen los ladrones no va a ocurrir nada porque la mercancía se la habían llevado de ahí el día anterior. En la realidad, no podemos apreciar los planos simultáneamente. Es por ello por lo que hay que analizar es la conducta del autor y meterse en la cabeza del autor conforme al juicio medio para determinar todo el análisis del delito.
Lo que ocurre es que, con la tentativa, como todo delito, el análisis es antes (hasta el momento en que el autor actuó).
La imputación depende sobre todo de lo que hizo el autor o de lo que podía conocer hasta el momento en que actuó porque todo lo que viene después es accidental. De hecho, el juicio o la imputación se hace hasta el momento en que la persona efectivamente actuó. Este juicio ex ante es el relevante cuando se analiza un delito.

### Formas de fundamentar el castigo de la tentativa inidónea
1. Según Santiago Mir, en todo delito es esencial el peligro ex ante por lo tanto lo fundamental para castigar es si la conducta es peligrosa (para una persona media) ""ex ante"", aunque ""ex post"" no lo sea. Ej.: Si se intenta matar a alguien pero el veneno era insuficiente, ""ex ante"" el veneno es apto para matar y la conducta por tanto peligrosa. Es inidónea porque si se observa todo desde el final, la conducta no podía producir la muerte, pero como ya hemos dicho el análisis no es así, hay que tomar en cuenta solamente lo que el sujeto iba a realizar. El delito se realiza de la conducta al resultado, lo que hace el juez es ponerse en la cabeza del autor e imaginarse el delito para ver si se imputa o no el hecho. El análisis se realiza de la conducta al resultado porque, si no, no se podrían castigar muchos hechos.
2. Siempre que la conducta sea peligrosa ex ante hay tentativa punible, sea inidónea o idónea,

Se castiga por todo el problema de la prevención general, las normas operan intimidando, el peligro ex ante es el relevante para castigar.
La persona que trate de matar por brujería no va a lograr nada, ex ante no hay peligro y por eso no se castiga ese hecho.
Alguien que crea que dándole agua a una persona ésta a la larga se va a morir es unan tentativa inidónea ya que este acto no va a ocasionar la muerte. Ex antes no había peligro, no se castiga,. Esta teoría parte por ejemplo de la afirmación del comienzo del hecho punible por medios apropiados ex ante.

## Desistimiento de la tentativa
Si voluntariamente desiste el agente de continuar en la tentativa, solo incurre en pena cuando los actos ya realizados constituyan, de por sí otro u otros delitos o faltas.
y quien las ejecuta
Si bien siempre que se comienza a actuar se entra en el ámbito de la punibilidad, aquí la persona desiste voluntariamente antes de realizar el hecho punible y por lo tanto se le perdona.
1. El primer punto en relación con esto se refiere al porqué se le da esta salida al autor. Existen varias teorías. Se premia al delincuente si desiste y no realiza el hecho.
2. Juan Luis Modolell piensa que la razón es de política criminal, de conveniencia, se le deja al autor esa salida de desistir y no ser castigado. Se le castigo por lo que hasta ese momento (del desistimiento) era punible, era delito en sí mismo

Ej. El autor entra a una casa a robar y a mitad de camino desiste, no responde por tentativa de hurto pero si por violación de domicilio o daños al entrar.
El punto central del desistimiento es cuando se puede catalogar como voluntario. Para entenderlos vamos a dar los siguientes ejemplos:
Caso 1: el sujeto va a robar un auto pero va llegando la policía y huye sin robarlo.
Caso 2: el sujeto apunta a la víctima, ésta se pone a llorar y no la mata.
En los dos casos hay desistimiento, si es voluntario no se castiga la tentativa y si es involuntario si se castiga la tentativa.
Para determinar esto existen varias teorías:
1. La fórmula de Frank: el desistimiento es voluntario, no se castiga la tentativa, cuando el autor puede continuar el hecho pero no quiere hacerlo. Sería involuntario cuando el autor quiere continuar la ejecución pero no puede hacerlo. Es una fórmula de carácter psicológico. Tiene sentido en la teoría, en abstracto, pero en la práctica presenta problemas: por ejemplo en el caso 1, el ladrón que ya abrió la puerta del carro para robárselo y escucha las sirenas de la policía a una distancia bastante larga, todavía tiene tiempo para llevarse el vehículo; podría continuar y no quiso hacerlo por razones de precaución, no se debería catalogar como voluntario porque un policía le impide realizar el hecho. Entonces se puede llega a soluciones injustas: el ladrón puede alegar que el podía llevarse el carro y no lo hizo.
2. Fórmula de carácter valorativo: Roxin pensaba que el desistimiento es voluntario cuando contradice la normalidad del delincuente. Es involuntario cuando se adecúa a dicha normalidad. ¿qué quiere decir normalidad del delincuente? El delincuente medio siempre actúa de una forma determinada, por lo tanto cuando en el caso concreto contradice esa forma de actuar, el desistimiento es voluntario. Por ejemplo en el segundo caso, un delincuente normal no desistiría cuando la víctima se pone a llorar. Pero en el primer caso, un delincuente medio, queriendo que no lo capturen, se iría cuando oye las sirenas de la policía, entonces en este caso sería involuntario, precisar cuan ese modelo el delincuente medio es bastante difícil en la práctica, porque ellos actúan de formas muy diversas.
3. La posición correcta para Modolell es la de Muñoz Conde, la teoría de la valoración del motivo. Para determinar cuando un desistimiento es voluntario o no hay que valorar el motivo del autor para desistir. La valoración consiste en determinar si el aguar manifiesta su voluntad de volver a la legalidad.
4. Puede ser que el delincuente no esté pensando en volver o no a la legalidad, hay que valorar positivamente al motivo. Por ejemplo, en el caso 2, el autor se conmueve y no mata, refleja externamente su voluntad de volver a la legalidad pero puede que no esté pensando que el derecho hay que respetarlo. En cambio, el que huye porque escuchó la policía no refleja su voluntad de ninguna forma de volver a la legalidad, si tuviera la oportunidad de volverlo a hacer lo hace.

El desistimiento es distinto si se trata de la tentativa o de la frustración:
El desistimiento de la tentativa implica simplemente que el autor no continúe en la ejecución del hecho. Ej.: Autor apunta a la víctima, desiste al no disparar,.
El desistimiento en la frustración implica que el autor revierta el curso causal. Además tener éxito haciéndolo, sino respondería penalmente. Ej.: el autor le da el veneno a la víctima, desiste al darle el antídoto.

## Tentativa de un delito imprudente
Generalmente no se admite la existencia de la tentativa de un delito de imprudencia, o en todo caso, esta no es tipificada en los códigos y leyes penales. Toda tentativa implica actos preparatorios o conducentes a la comisión de un delito, de modo tal, que el sujeto activo del delito despliega una conducta volitiva y consciente, una conducta que sabe encaminada a un fin delictivo, o que en todo caso, sabe que puede crear un peligro grave o un perjuicio grave. Los delitos cometidos por imprudencia, en cambio, implican generalmente lo contrario, desconocimiento o falta de voluntad en cometer lo que de otro modo podría ser un delito doloso, pero merecen una pena porque se ha dado un resultado dañoso o se ha creado un grave peligro y siempre en violación de una norma de cuidado. Luego sólo se requiere que quien lo cometa haya infringido una norma que le exigía un modo de hacer o una prudencia concreta, generalmente con un resultado dañoso que no ha sido querido por el sujeto activo, aunque no siempre debe existir daño. 
En la tentativa estos actos conducentes o preparatorios implicarán siempre conocimiento y voluntad de crear un peligro o introducir un movimiento causal que puede desembocar o desembocará en la comisión de un delito. Pero en la imprudencia debe existir descuido, falta de voluntad o conocimiento, aunque sólo sea de la norma de cuidado, y obviamente del resultado de los actos que se realizan. Por tanto, no es posible. En todo caso habría que reconducir esta conducta al dolo o al dolo eventual, o en ciertos casos a la irrelevancia penal. 
Ejemplo: Si se intenta cometer el delito de homicidio, esto implica que lo que se está haciendo en el intento es voluntario y consciente, y se conduce a este fin. ¿Cómo se podría imprudentemente intentar matar a alguien? En el momento en que se intenta, se quiere y, por tanto, el quebranto de las normas de cuidado se vuelve irrelevante ante el dolo. Por otro lado, ¿Cómo podría intentarse cometer un descuido con un arma cargada delante de una persona? Se puede cometer un descuido con un resultado de muerte o con una situación en la que casi se produce este resultado, pero en el momento en que se intenta el descuido, es porque se desea descuidarse, se desea ignorar lo que obviamente no se ignora, se desea la imprudencia, luego estamos ante una tentativa de homicidio.